# Вахтмейстер, Карл Ханс (1682—1731)

Карл Ханс Вахтмейстер.
Худ. Давид фон Краффт

Карл Ханс Вахтмейстер (швед. Carl Hans Wachtmeister; 15 июня 1682, Стокгольм — 31 января 1731, Стокгольм) — шведский адмирал, барон.

## Биография
Родился 15 июня 1682 года в Стокгольме в семье генерал-лейтенанта Блеккерта Вахтмейстера и Барбары Кристины Вульфрат.
В 1697 году произведён в унтер-лейтенанты, а год спустя в лейтенанты. Во время Великой Северной Войны  в 1701 году участвовал в экспедиции шведской эскадры против Архангельска и командовал авангардом во время боя у Новодвинской крепости, закончившегося потерей двух шведских кораблей. Вероятно несёт прямую ответственность за расстрел во время боя ранее пленённых толмача Дмитрия Борисова и кормщика Ивана Седунова (Рябова). В 1702 году был назначен драбантом, но  продолжал служить на флоте, так как в том же году получил чин капитана Адмиралтейства.
В 1704 году Вахтмейстер в качестве пассажира находился на борту судна «Эланд», конвоировавшем под командованием Густава Псиландера торговые суда, и участвовал в его знаменитом сражении против английской эскадры у Орфорд-Несса.
В 1712 году он становится шаутбенахтом, а в 1715 году — вице-адмиралом и получает под своё командование эскадру, состоявшую из 4 линейных кораблей, 3 фрегатов, 1 артиллерийского прама, 1 бригантины и 50 шхерных судов. В его задачу входило крейсирование в Ботническом заливе и защита восточного побережья Швеции.
Летом 1715 года Вахтмейстер был произведён в адмиралы и получил чин адмиралтейств-советника. В том же году он предложил заложить док, на строительство которого король выделил 60 тыс. далеров серебром. С августа 1727 года возглавлял Адмиралтейств-коллегию.
Вахтмейстера часто путают с его кузеном, адмиралом Карлом Хансом Вахтмейстером (1689—1736).

## Семья
Был женат на Беате Жакетте Риббинг.